# منتخب غانا لدوري الرغبي
منتخب غانا لدوري الرغبي هو ممثل غانا الرسمي في المنافسات الدولية في دوري الرغبي .